# Gerda Taro
Gerda Taro (Stuttgart, 1 augustus 1910 - Brunete, 26 juli 1937), pseudoniem van Gerta Pohorylle, was een oorlogsfotografe. Ze wordt vaak beschouwd als de eerste vrouw die als fotografe werkte aan het front, en die er ook stierf.

## Duitsland
Pohorylle groeide op in een Pools joods gezin in Duitsland. In 1929, net voor de opkomst van het nazisme in Duitsland, verhuisde het gezin naar Leipzig. Pohorylle streed tegen het nazisme en werd in 1933 opgepakt voor het verspreiden van antinazi-propaganda.

## Frankrijk
Om aan het anti-joodse regime van Adolf Hitler te ontsnappen, verhuisde Pohorylle in 1934 naar Parijs. In 1935 ontmoette ze er fotograaf Endre Friedmann, en werd zijn assistent. Zo leerde ze de fotografie kennen. Pohorylle begon te werken voor het persagentschap Alliance Photo.
Om te ontkomen aan de groeiende politieke onverdraagzaamheid in Europa, namen Friedmann en Pohorylle hun nieuwsfoto's onder de schuilnaam Robert Capa, die Amerikaans en dus onverdacht klonk. Later hield Friedmann deze naam voor zich, en Pohorylle nam de naam Gerda Taro aan, naar de Japanse artieste Taro Okamoto en de Zweedse actrice Greta Garbo.

## Spanje
Bij de uitbraak van de Spaanse Burgeroorlog in 1936 trokken Taro en Capa naar Barcelona om er van de oorlog verslag uit te brengen. Taro kreeg er haar bijnaam "la pequeña rubia" (het kleine blondje). Taro maakte aanvankelijk gebruik van een Rollei-camera, later vooral de 35mm camera van Leica.
Naarmate de tijd vorderde, werkte ze meer en meer onafhankelijk van Capa (wiens huwelijksaanzoek ze in die periode weigerde). Ze werd gerelateerd aan het clubje antifascistische Europese intellectuelen (met onder meer Ernest Hemingway en George Orwell). Ze kreeg een contract aangeboden van de Franse krant Ce Soir. Nog later commercialiseerde ze haar werk onder het Photo Taro-label. De gerenommeerde bladen Life, Illustrated London News en Volks-Illustrierte publiceerden haar foto's.

## Dood
Bij haar werk tijdens de slag bij Brunete raakte Taro gewond. Ze reed mee met een auto die gewonde soldaten vervoerde, toen deze werd aangereden door een tank. Taro liep zware verwondingen op en stierf daags nadien. Haar doodsoorzaak is echter omstreden. De Britse journalist Robin Stummer, die zich voor zijn uitspraak beriep op Willy Brandt, latere kanselier van West-Duitsland, stelde dat ze mogelijk het slachtoffer was van een aanslag. Dit werd echter nooit bewezen.
Gezien haar bewogenheid was Taro uitgegroeid tot een symbool van het antifascisme. Op 1 augustus (de dag dat ze 27 zou zijn geworden) gaf de Franse communistische partij haar een grote begrafenis in Parijs. Ze werd begraven op het Parijse kerkhof Père Lachaise. Alberto Giacometti maakte haar grafmonument.

## Eerbetoon
In 2021 vernoemde de gemeente Amsterdam een brug naar haar, die in IJburg gebouwd wordt.
- Bibsys: 12008085
- Biblioteca Nacional de España: XX1222731
- Bibliothèque nationale de France: cb140637238 (data)
- Catàleg d'autoritats de noms i títols de Catalunya: 981058509723606706
- CiNii: DA16878648
- Gemeinsame Normdatei: 119206706
- International Standard Name Identifier: 0000 0001 0654 6758
- Library of Congress Control Number: n95088174
- Nationale Bibliotheek van Letland: 000272099
- Bibliotheek van het Japanse parlement: 001135378
- Nationale Bibliotheek van Tsjechië: xx0146199
- Nationale Bibliotheek van Israël: 987007268731905171
- Nationale Bibliotheek van Polen: a0000002464454
- Nederlandse Thesaurus van Auteursnamen: 134825896
- PIC: 7076
- Réseau des bibliothèques de Suisse occidentale: 02-A014021431
- RKD-Nederlands Instituut voor Kunstgeschiedenis: 314699
- LIBRIS: 338677
- Système universitaire de documentation: 098506447
- Union List of Artist Names: 500128643
- Virtual International Authority File: 64211157
- WorldCat: E39PBJxrTTpqdCbjwfGWVhppT3